# Nik (historietista)
Cristian Gustavo Dzwonik (Buenos Aires, 18 de marzo de 1971), conocido artísticamente como Nik, es un historietista y humorista gráfico argentino, creador del personaje Gaturro y criticado por sus numerosos plagios.
Ha sido ganador de varios premios, entre ellos un Premio Konex al humor gráfico, el Primer Premio Ranan Lurie (de Estados Unidos), el Primer Premio de la Asociación de Prensa Argentina en el rubro caricaturas, el Premio Santa Clara de Asís, el Primer Premio de la Sociedad Interamericana de Prensa, el Special Prize of Selection Committee del Yomiuri Cartoon Contest de Japón y el Premio Perfil.
Desde 1992 trabaja en el diario La Nación.

## Biografía
Comenzó a dibujar a los 12 años, como estudiante en la escuela de dibujo del historietista Carlos Garaycochea (1928-2018).
A los 14 años publicó un dibujo propio en la revista Patoruzú.
En 1992 ingresó en el diario La Nación como humorista gráfico en el chiste político del cuerpo del diario.
Desde 1994 colabora con el semanario Noticias.
En 1996 apareció por primera vez el personaje Gaturro en La Nación y en 2010 se estrenó Gaturro: la película, dirigida por Gustavo Cova.
También trabajó en medios gráficos como Muy Interesante, El Cronista, y la revista Noticias.
Ha editado libros y trabajó haciendo su típico humor gráfico en el programa Periodismo para todos de Jorge Lanata.
Colaboró en varias ocasiones con la sede argentina de Unicef (Fondo de las Naciones Unidas para la Infancia). 
En 2010 la empresa argentina de juguetes Rasti presentó una escultura de bloques de Gaturro para un evento de Unicef.
En 2015 Nik participó del programa solidario anual de recaudación de fondos Un sol para los chicos, y Gaturro aparece en materiales oficiales de la agencia para la promoción de lectura.
Su obra ha sido publicada en España y en toda Latinoamérica en español, traducida al inglés en Estados Unidos y al francés en Francia.

## Premios y reconocimientos
- 1994: premio Ranan Lurie (Miami).[2]
- 1994: Primer Premio de la APA (Asociación de Prensa Argentina) en el rubro Caricaturas.[2]
- 1995: Premio de la Sociedad Interamericana de Prensa 1997, 1999 y 2006.[2]
- 2002: Special Prize of Selection Committee del Yomiuri Cartoon Contest de Japón.[2]
- 2002: Premio Konex de platino como mejor humorista gráfico.[2]
- 2008: Premio Perfil.[2]

## Controversias
En el año 2002, el diario argentino La Nación publicó un chiste de Nik en el cual el caricaturista realizó una comparación entre Graciela Camaño y un simio. Según el humorista Miguel Rep, «el montaje photoshopgráfico que el domingo 26 de mayo publicó el diario La Nación es de una discriminación tan ofensiva que merecería un repudio general de opinión pública, o de periodistas. Pero, claro, es sólo un chistecito» y a continuación manifestó que renunciaba al premio Konex para el que estaba ternado junto con Nik, indicando que «con este señor Nik [...] no quiero que me metan en la misma bolsa».
El 24 de marzo de 2014, Día Nacional de la Memoria por la Verdad y la Justicia que recuerda a los desaparecidos por la dictadura argentina, Nik tuiteó las siguientes frases: «Hay ausencias que representan un verdadero triunfo (Julio Cortázar)» y «Recuérdalo: el secreto de la felicidad es tener mala memoria», que provocaron polémica y posteriormente fueron eliminados por el propio humorista. Tres años después en el mismo día se dio una situación similar, cuando Nik publicó el mensaje «Estado de ánimo: viernes feriado», acompañado de un Gaturro sonriente. La publicación recibió críticas de parte de los usuarios y también terminó borrada.
El 10 de octubre de 2021, Nik criticó públicamente el programa gubernamental de financiación de viajes de egresados para los jóvenes que finalizaban la escuela secundaria. Al día siguiente, Aníbal Fernández (ministro de Seguridad de la Nación), publicó un mensaje en la red social Twitter en el que mencionó que el colegio privado al que concurrían los hijos del humorista se encontraba entre las escuelas que recibían el programa estatal de financiación, agregando: «¿Lo conocés? Sí que lo conocés». La Asociación de Entidades Periodísticas Argentinas (ADEPA) emitió un comunicado condenando las expresiones de Aníbal Fernández, y el día siguiente (12 de octubre de 2021) Fernández pidió disculpas públicamente.

### Acusaciones de plagio

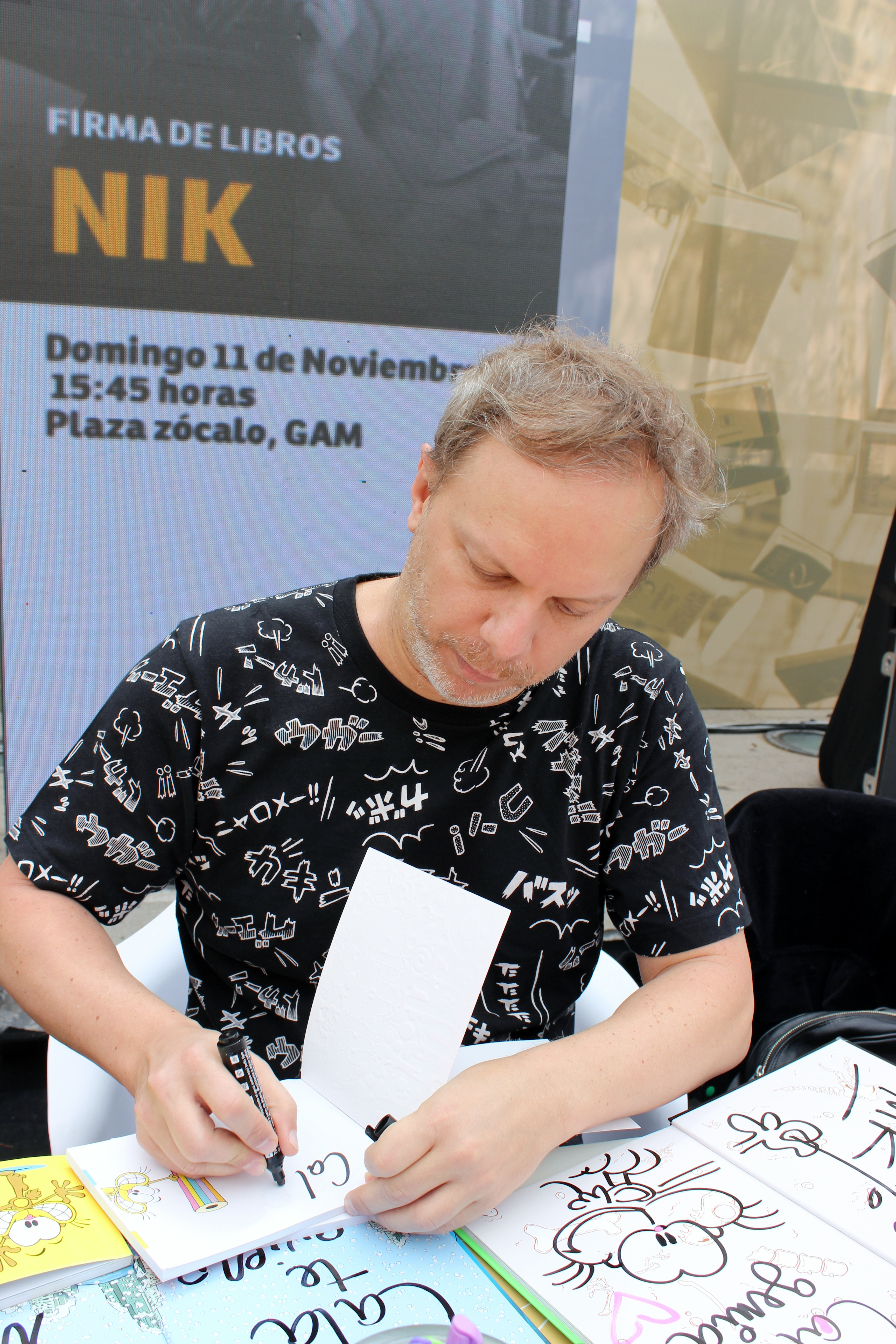
Nik en la FAS (Festival de Autores Santiago) celebrada en 2018 en Santiago de Chile, donde fue repudiado por sus colegas historietistas.

A lo largo de su carrera como humorista gráfico, Nik ha recibido diversas acusaciones de plagio y copia a otros humoristas tanto del ámbito argentino como internacional.
En los años 1990, en la Feria Internacional del Libro de Buenos Aires, el historietista argentino Quino (1932-2020) increpó públicamente a Nik por haber plagiado a Mafalda delante de varios periodistas, quienes registraron cuando Quino le manifestó: «No tenés vergüenza, pibe».
En 2004, en una entrevista para la edición mexicana de la revista Playboy, Quino habló sobre su relación con otros dibujantes y realizó la siguiente afirmación sobre Nik:

Soy muy amigo de Miguel Rep, que me parece uno de los dibujantes más talentosos de la última generación. Pero diría que en general me llevo bien con todos, menos con Nik, que publica en La Nación y empezó robando muchísimo a Rudy, a Daniel Paz, de Página/12. Nik vino a crear un malestar por primera vez entre los dibujantes argentinos. Nadie lo soporta. Al punto que si hay una mesa redonda, todos participan con la condición de que él no esté.
Quino

A través de Internet y las redes sociales, usuarios argentinos hicieron circular tiras cómicas que Nik habría plagiado a Quino, entre ellas una de Gaturro del año 2006 similar a una de Mafalda de 1971.
En una entrada de blog de 2011 que se volvió popular, se realizó una recopilación de distintas historietas de Nik sospechosas de ser plagios.
Entre los contribuidores se encontraba el dibujante y humorista Juan Carlos Argüelles, que acusó a Nik de robarle su trabajo y plagiarlo; además, diferentes lectores aportaron evidencias de plagio a historietas de Landrú (1923-2017), Paz y Rudy, Caloi, Fontanarrosa, Kappel, Leo Arias y otros humoristas extranjeros. En 2018, se compartió por Internet un documento en línea de treinta páginas que recopilaba comparaciones de obras de Nik y otros artistas.
Hay pruebas fehacientes ―analizadas por expertos en dibujo― de su plagio contra tiras cómicas de Quino (Joaquín Salvador Lavado). A la acusación de Quino hacia Nik se suman las de los artistas y humoristas Caloi, Fontanarrosa, Rudy, Daniel Paz y Claudio Kappel,
entre otros.
En el marco de la Feria Internacional del Libro de Lima (en Perú), se esperaba la presencia de Nik el 28 de julio en un encuentro organizado por la embajada argentina y la Cámara Peruana del Libro. Al día siguiente, viernes 29 de julio, estaría presente en el conversatorio «Trazos y Trama».
Sin embargo, una semana antes se le solicitó a Nik que no concurriera debido a las quejas de los caricaturistas peruanos, que afirmaron que lo rechazaban porque «degrada el oficio de dibujante con lo que consideramos plagios a otros autores».
En 2018, durante la organización del FAS (Festival de Autores de Santiago), llevado a cabo en el Centro Cultural Gabriela Mistral,
la colectividad de artistas chilenos se manifestaron oficialmente en disconformidad con la invitación del controversial autor y por su listado de acusaciones de plagio, redactando un comunicado para evitar la presencia de Nik en el FAS. Finalmente, el autor de todas formas se hizo presente en el festival para realizar una sesión de autógrafos.

Los y las dibujantes, historietistas, escritores y lectores que firmamos el presente comunicado repudiamos la invitación del dibujante Cristian Dzwonik (“Nik”) al Festival de Autores de Santiago (FAS) a realizarse en el Centro Cultural Gabriela Mistral en noviembre de 2018. Esto se debe a su contumaz e incesante historial de plagios a colegas que degrada e infringe la ética del oficio, por lo que creemos que con estas invitaciones y reconocimientos en festivales donde se celebra a los autores, no se hace más que reforzar la impunidad de su mala práctica.
Carta pública de artistas chilenos 
 repudiando la invitación de Nik a la FAS 2018

En ese mismo año (2018) también se creó un «libro negro» de Nik, en el que se recopilan las obras por las que fue acusado de plagio.

## Obra

### Libros/historietas
- Gaturro

### Videojuegos
- Mundo Gaturro

### Películas/series
- Gaturro: la película
- Gaturro, la serie